# Nuestro Tiempo (Pamplona)
Nuestro Tiempo es la revista corporativa de la Universidad de Navarra. Fundada en 1954 por Antonio Fontán, tiene una periodicidad trimestral y 52 000 suscriptores (OJD 2012). Aborda cuestiones de actualidad y cultura. Es miembro de ARCE (Asociación de Revistas Culturales de España).

## Premios
- Tres Medallas de bronce de los "Premios  ÑH" (2016)[1]